# San hô não
San hô não là tên thông dụng của các loài san hô trong họ Faviidae được gọi như thế do hình cầu và bề mặt có rãnh tương tự như não. Mỗi đầu san hô được hình thành bởi một quần thể có polyp di truyền giống hệt nhau tiết ra một bộ xương cứng bằng calci cacbonat, điều này làm cho chúng là loài xây dựng rạn san hô quan trọng trong bộ Scleractinia.
San hô não được tìm thấy trong các rạn san hô nước ấm nông trong tất cả các đại dương của thế giới. Chúng là một phần của ngành cnidaria, trong một lớp được gọi là Anthozoa hoặc "động vật hoa." Tuổi thọ của san hô não lớn nhất là 900 năm. Thuộc địa có thể phát triển đến chiều cao hơn 1,8 mét.
San hô não mở rộng các xúc tu để bắt mồi vào ban đêm. Trong ngày, san hô não sử dụng xúc tu để bảo vệ bề mặt bên ngoài của chúng. Bề mặt cứng và cung cấp sự bảo vệ tốt chống lại cá hoặc bão. Phân nhánh san hô, chẳng hạn như san hô staghorn, phát triển nhanh hơn, nhưng dễ bị thiệt hại do bão.
Giống như các chi khác của san hô, san hô não ăn động vật nhỏ phù du và cũng nhận được chất dinh dưỡng được cung cấp bởi các loài tảo sống trong mô của chúng. 

## Các chi
- Astreosmilia Duncan, 1867
- Australogyra Veron, 1982
- Barabattoai Yabe and Sugiyama, 1941
- Bikiniastrea Wells, 1954
- Caulastraea Dana, 1846 (candy cane coral)
- Colpophyllia Milne-Edwards and Haime, 1848
- Cyphastrea Milne-Edwards and Haime, 1848
- Diploastrea Matthai, 1914
- Diploria Milne-Edwards and Haime, 1848
- Echinopora Lamarck, 1816
- Erythrastrea Pichon, Scheer and Pillai, 1983
- Favia Oken, 1815
- Favites Link, 1807 (moon, pineapple, brain, closed brain, star, worm, or honeycomb coral)
- Goniastrea Milne-Edwards and Haime, 1848
- Leptastrea Milne-Edwards and Haime, 1848
- Leptoria Milne-Edwards and Haime, 1848
- Manicina Ehrenberg, 1834
- Montastraea de Blainville, 1830
- Moseleya Quelch, 1884
- Oulastrea Milne-Edwards and Haime, 1848
- Oulophyllia Milne-Edwards and Haime, 1848
- Parasimplastrea Sheppard, 1985
- Platygyra Ehrenberg, 1834
- Plesiastrea Milne-Edwards and Haime, 1848
- Solenastrea Milne-Edwards and Haime, 1848

## Hình ảnh

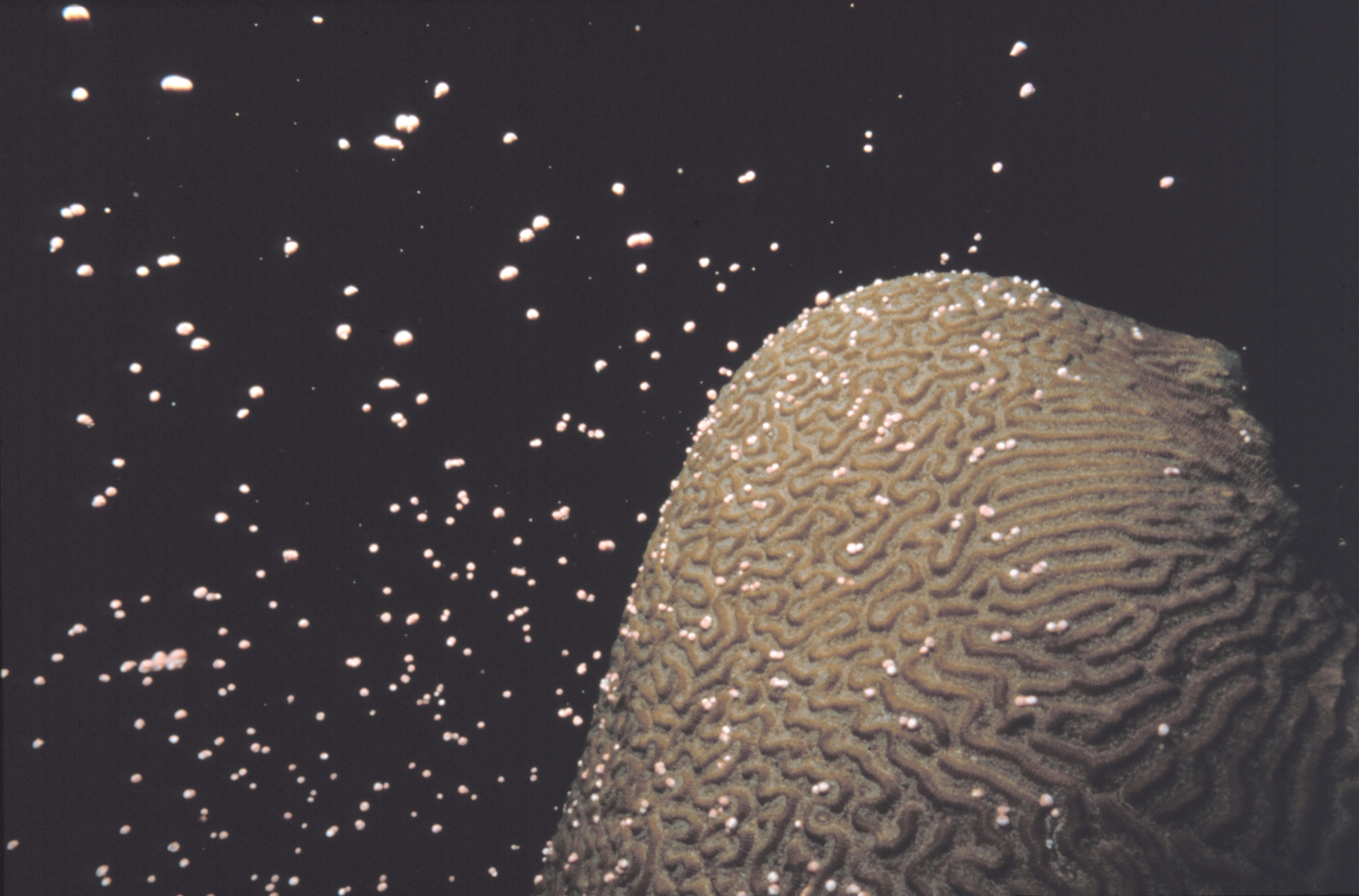
San hô não đẻ trứng
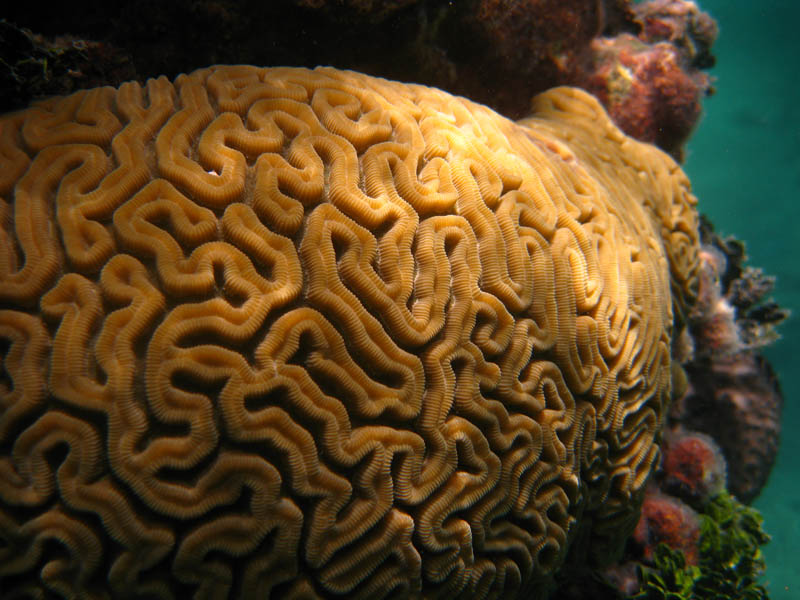
San hô não, biển Caribe gần Esperanza của đảo Vieques, Puerto Rico
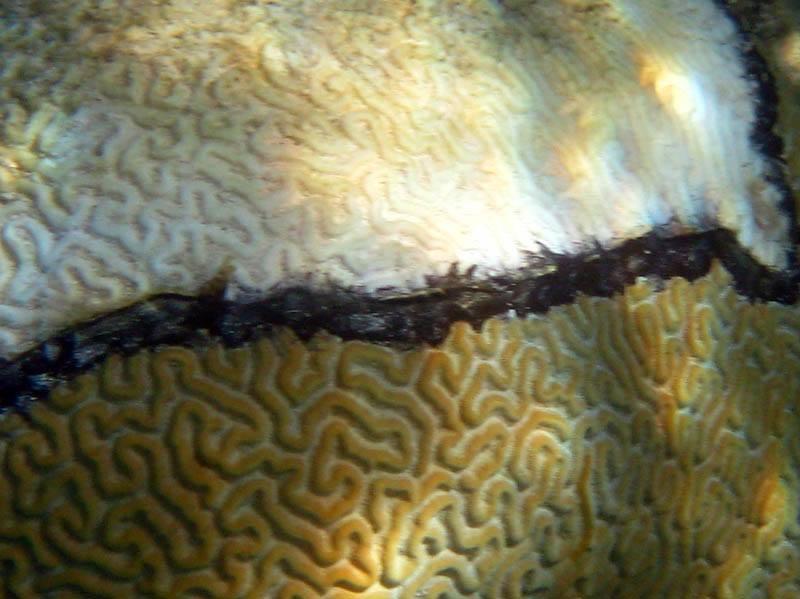
Black band disease on a brain coral in Biển Caribe near Bahia de la Chiva on the island of Vieques, Puerto Rico
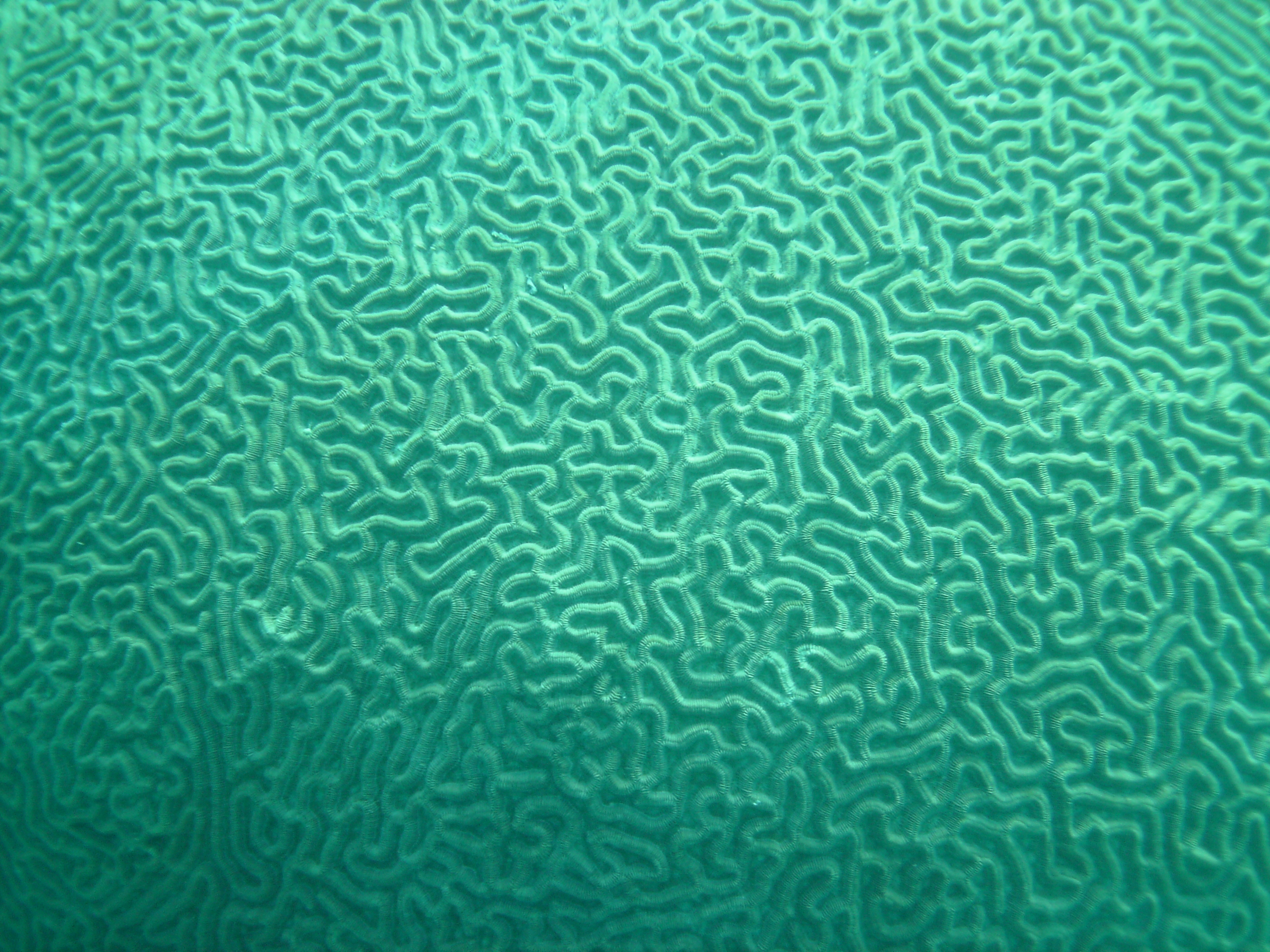
Cận cảnh Diploria strigosa, Snapper Ledge, Florida Keys
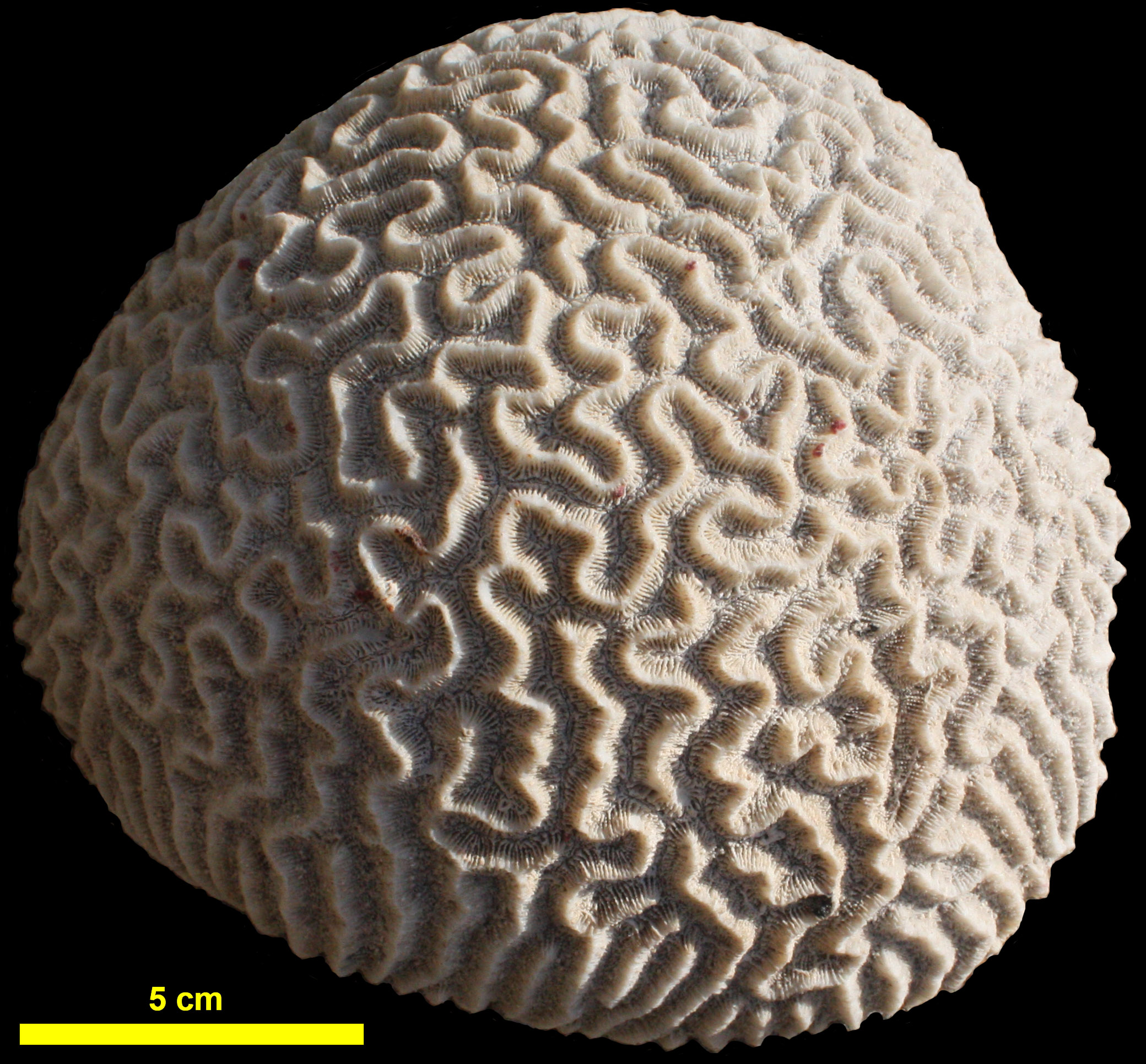
Diploria clivosa (đã chết), quần đảo San Salvador, Bahamas
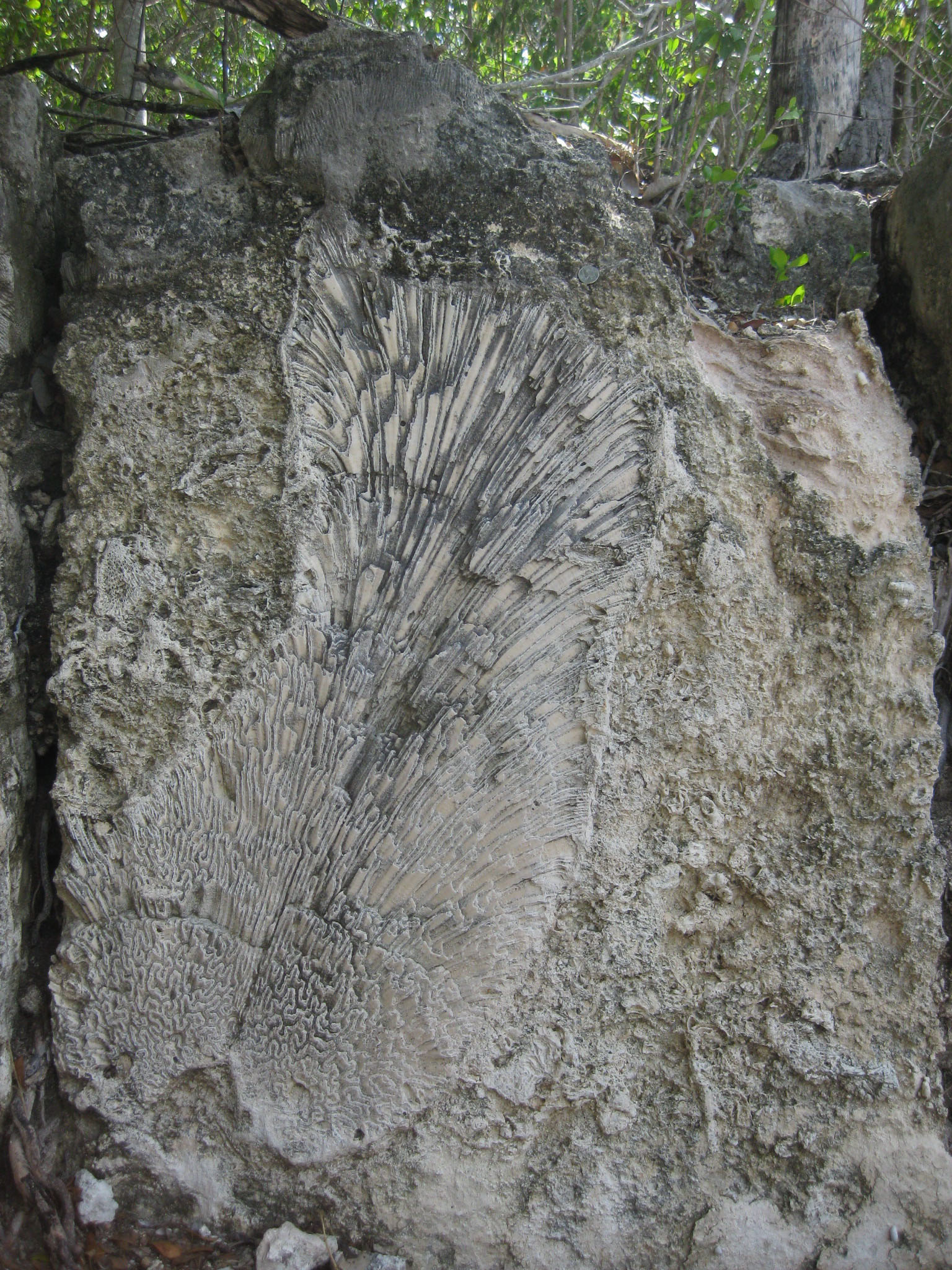
Fossil Diploria tại Windley Key Fossil Reef Geological State Park, thuộc Pleistocene.
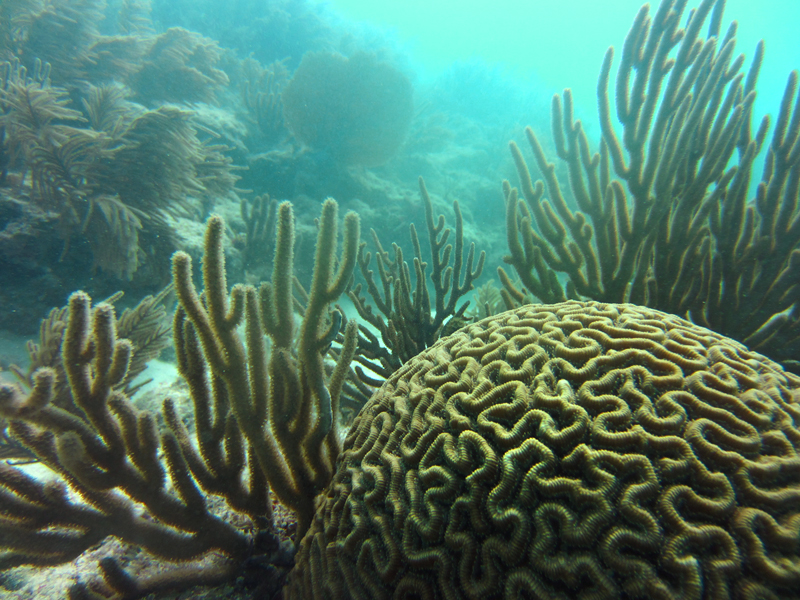
Diploria strigosa, gần vùng biển ven bờ của Key West, Florida.